# Comuna de Chociwel
Chociwel (polaco: Gmina Chociwel) é uma gminy (comuna) na Polónia, na voivodia de Pomerânia Ocidental e no condado de Stargardzki.
De acordo com os censos de 2006, a comuna tem 6 106 habitantes, com uma densidade 38 hab/km².

## Área
Estende-se por uma área de 160,57 km².

## Demografia
Dados de 30 de Junho 2004:
|                      | Total   | Total | Mulheres | Mulheres | Homens  | Homens |
| -------------------- | ------- | ----- | -------- | -------- | ------- | ------ |
|                      | pessoas | %     | pessoas  | %        | pessoas | %      |
| População            | 6132    | 100   | 3069     | 50       | 3063    | 50     |
| Densidade (pop./km²) | 38,2    | 100   | 19,1     | 19,1     | 19,1    | 19,1   |

De acordo com dados de 2002, o rendimento médio per capita ascendia a 1472,57 zł.